# Peter Niedziella
Peter Niedziella (* 2. Januar 1944 in Wernigerode) ist ein deutscher Rundfunkmoderator und Nachrichtensprecher.

## Leben
Niedziella ist gelernter Elektromotorenschlosser. Er besuchte die Sprachoberschule in Roßleben und brach sein Ingenieurstudium (Feinmechanik/Optik) in Ilmenau ab, um zum Rundfunk zu gehen. Niedziella studierte an der Sektion Journalistik an der Karl-Marx-Universität Leipzig und war seit 1964 im Hörfunk tätig. Seine wohl bekannteste Sendung war dabei die Musikalische Luftfracht, die er von ihrem Start 1970 bis zu ihrer Einstellung im Zuge der Reform des DDR-Rundfunks zu Zeiten der Wende moderierte. Beim Fernsehen der DDR war er für die Aktuelle Kamera tätig.
Während der Wende war Niedziella Chefsprecher von Radio DDR 1. Danach wurde er von den ARD-Anstalten Mitteldeutscher Rundfunk, Norddeutscher Rundfunk, Westdeutscher Rundfunk und Hessischer Rundfunk als Sprecher engagiert. Besonders bekannt wurde Niedziella durch die Moderation der Sendung Die Schlagerparade, von der seit 1995 sonntags zwischen 18 und 20 Uhr bei mdr1 Radio Sachsen inzwischen über 700 Folgen liefen.
Am 25. Januar 2009 moderierte Peter Niedziella seine letzte Sendung der Schlagerparade. Am 27. Januar 2009 beendete er um 10.30 Uhr mit seinem letzten Nachrichtendienst bei MDR INFO seine Tätigkeit beim Mitteldeutschen Rundfunk.